# 폴 키파스키
폴 키파스키(René Paul Viktor Kiparsky, 1941년 1월 28일 ~)는 미국의 언어학자이다.
핀란드 헬싱키 출신으로 1961년에 헬싱키 대학교를 졸업하고, 1962년에 미네소타 대학교에서 석사학위를 취득하였다.
MIT에서 모리스 할레의 제자로 있었으며, 1965년에 "Phonological Change"라는 논문으로 박사학위를 취득하였다. 그의 박사학위논문과 역사언어학에서의 후속 연구는 이 영역의 최신 생성 관점에서 도움이 되었다. 그는 어휘 음운론과 어휘 형태론(Lexical Phonology and Morphology 줄여서 LPM) 창시자이며, 저명한 파니니 학자이다. 그는 시 율격과 형태통사론의 현대 이론에 중요한 공헌을 했다.
그의 최근 연구는 어휘 음운론과 어휘 형태론에서 통합적으로 관찰된 최적성 이론에 틀을 맞추는 것이다.
2007년에 독일의 콘스탄즈 대학교에서 명예박사 학위를 받았다.
1965년부터 1984년까지 MIT 교수를 역임했으며, 현재 스탠퍼드 대학교 언어학과 교수로 재직중이다.

## 저서
- 《Explanation in Phonology》(1982)
- 《Rhythm and Meter: Phonetics and Phonology》(1989)